# Roitzschen

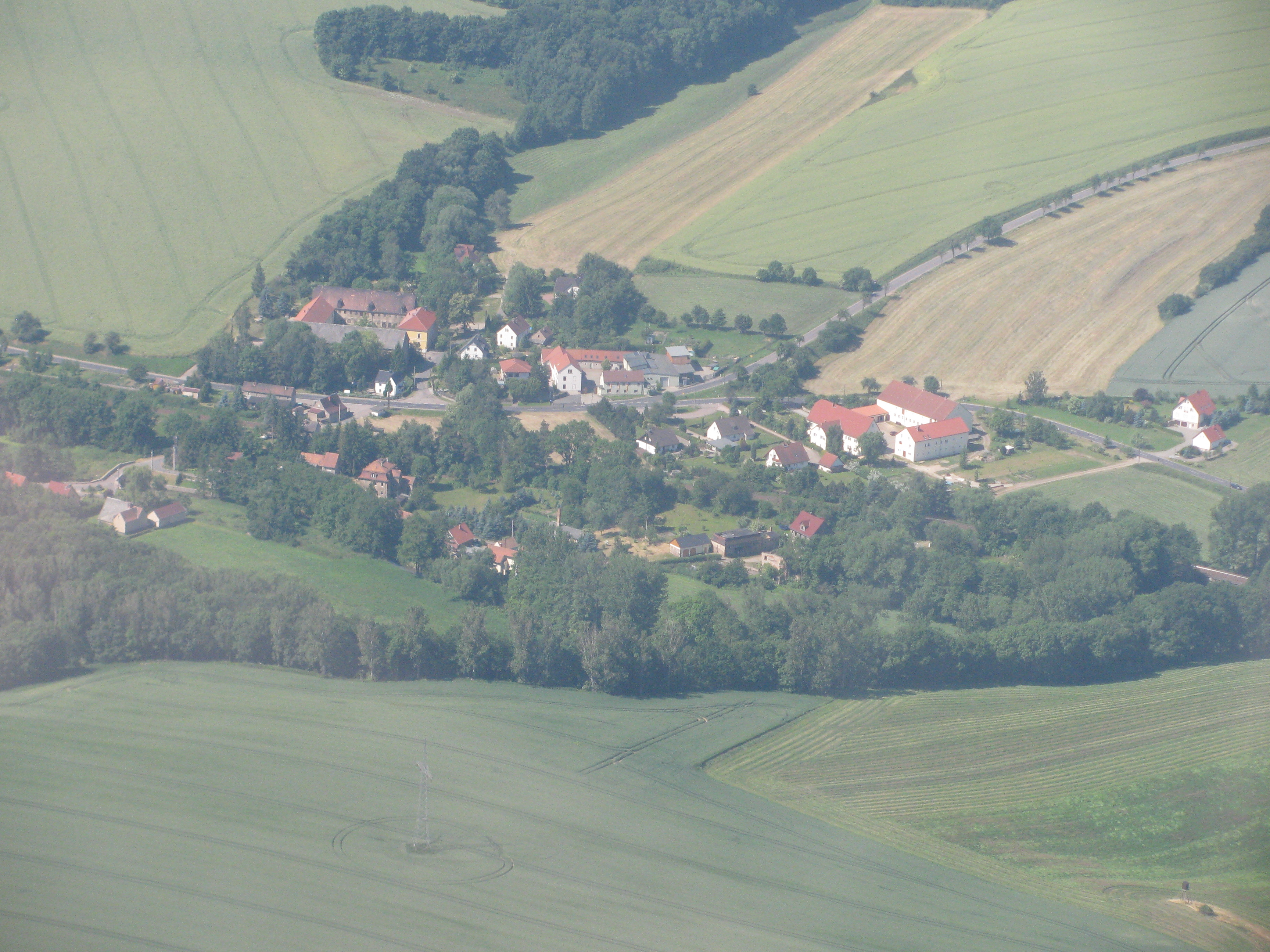
Roitzschen aus der Vogelperspektive

Roitzschen ist ein Ortsteil der Gemeinde Klipphausen im Landkreis Meißen, Sachsen.

## Geographie

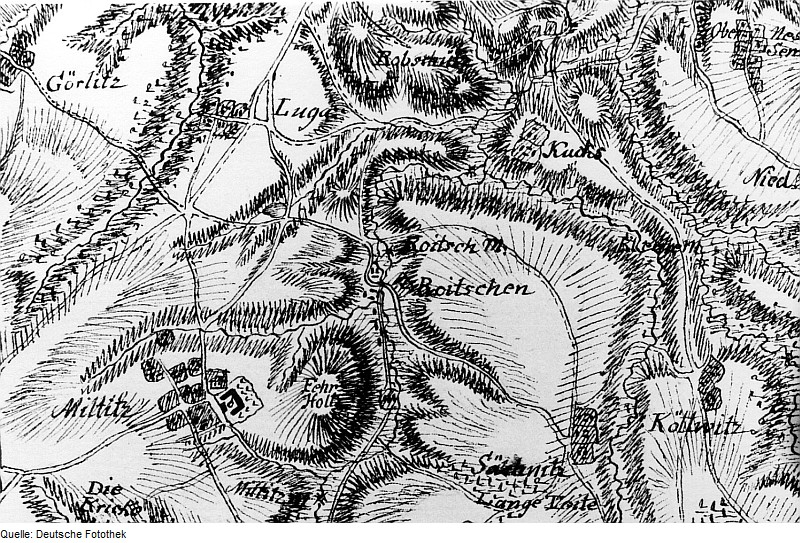
„Roitschen“ und die „Roitsch-Mühle“ auf der Roitzschwiese auf einer Karte des Kurfürstentums Sachsen aus dem 18. Jahrhundert

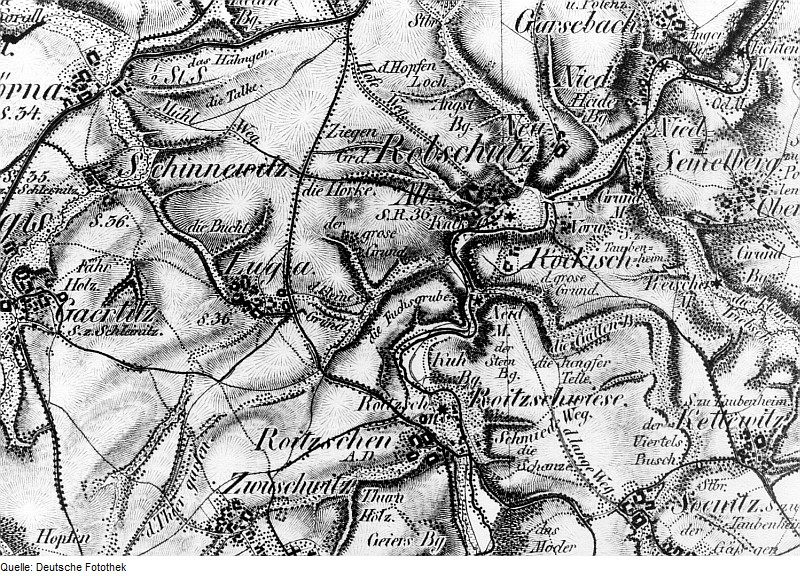
Roitzschen mit Roitzschwiese und seine Nachbarorte auf einer Karte aus dem 19. Jahrhundert

Roitzschen liegt im Meißner Hochland zwischen Nossen und Meißen, westlich von Dresden. Das Dorf ist umgeben von den anderen zu Klipphausen gehörenden Ortsteilen Robschütz im Norden, Sönitz im Osten, Weitzschen im Südosten und Miltitz im Südwesten. Nordwestlich benachbart ist der Käbschütztaler Ortsteil Luga. 
Der lockere Bauernweiler Roitzschen befindet sich im Tal der Triebisch an der Einmündung des aus Zwuschwitz kommenden Wiesengrundes. Der Ortskern liegt entlang der Talstraße (Staatsstraße 83) sowie an der Straße „Wiesengrund“. Außerhalb des Dorfkerns mit seinen Vierseithöfen herrscht ein Kleinsiedlungscharakter vor. Mit Roitzschen zusammengewachsen ist die heute zum Ortsteil gehörende Siedlung Roitzschwiese, die entlang der gleichnamigen Straße liegt. Eine weitere Straße verbindet Roitzschen mit Krögis. Im Norden der Flur mündet auf orografisch rechter Seite der aus Seeligstadt und Piskowitz kommende Gallenbach in die Triebisch. An den ÖPNV ist Roitzschen über die Buslinien 413 und 418 der Verkehrsgesellschaft Meißen angebunden. Am Haltepunkt Miltitz-Roitzschen entlang der Bahnstrecke Borsdorf–Coswig machten bis 2015 Regionalbahnen Station.

## Ortsgeschichte

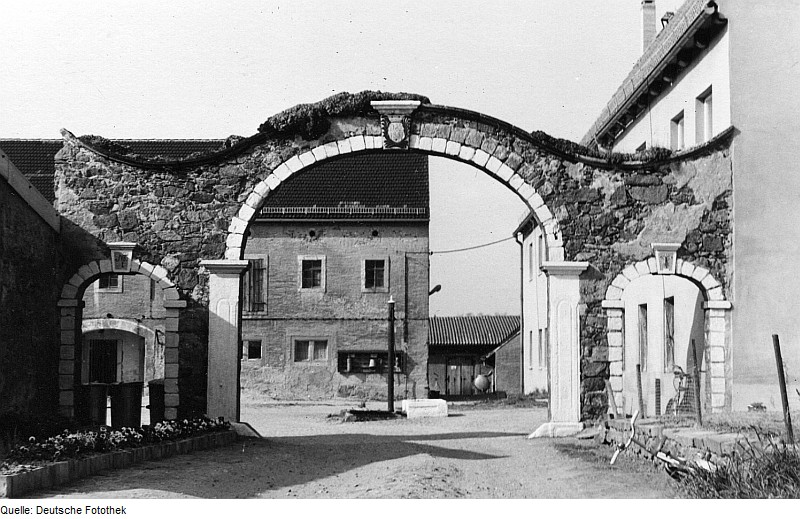
Toranlage eines Roitzschener Gutshofes

Erstmals erwähnt wurde Roitzschen eventuell 1071 als „Rocina in burgwardo Trebista“; die Zuweisung gilt jedoch als unsicher. Sicher ist hingegen, dass es sich bei dem 1264 genannten „Reschen“ um den heutigen Klipphausener Ortsteil handelt. Der Ortsname wandelte sich im Laufe der Jahrhunderte über die Formen „Reczen“, „Recschen“, „Retzin“, „Retzschen“ und „Retzen“ hin zur heutigen Schreibweise, die unter anderem 1768 bezeugt ist. Der Ortsname leitet sich vom altsorbischen *rěka, deutsch Bach, ab und bedeutet „Am Bach gelegener Ort“, was durchaus mit der Lage von Roitzschen in Einklang steht.
Um Roitzschen, dessen Bewohner sich ihr Einkommen in der Landwirtschaft verdienten, erstreckte sich eine 147 Hektar große Block- und Streifenflur. Roitzschen war ein Amtsdorf; die Grundherrschaft und Verwaltung oblag jahrhundertelang dem Erbamt Meißen. Im Jahre 1856 gehörte Roitzschen zum Gerichtsamt Meißen und kam danach zur Amtshauptmannschaft Meißen, aus der der gleichnamige Landkreis hervorging. Auf Grundlage der Landgemeindeordnung von 1838 erlangte Roitzschen Selbstständigkeit als Landgemeinde. Durch eine Umgliederung wurde die zuvor zu Robschütz gehörende Siedlung Roitzschwiese am orografisch rechten Triebischufer 1925 an Roitzschen angeschlossen. Durch Eingemeindung kam Roitzschen mit Roitzschwiese am 1. November 1935 an die Gemeinde Miltitz, die sich wiederum am 1. März 1994 mit Burkhardswalde-Munzig und Garsebach zur neuen Gemeinde Triebischtal zusammenschloss. Durch die Eingemeindung von Triebischtal am 1. Juli 2012 wurde Roitzschen ein Ortsteil der Gemeinde Klipphausen.

### Neidmühle und weitere Kulturdenkmale

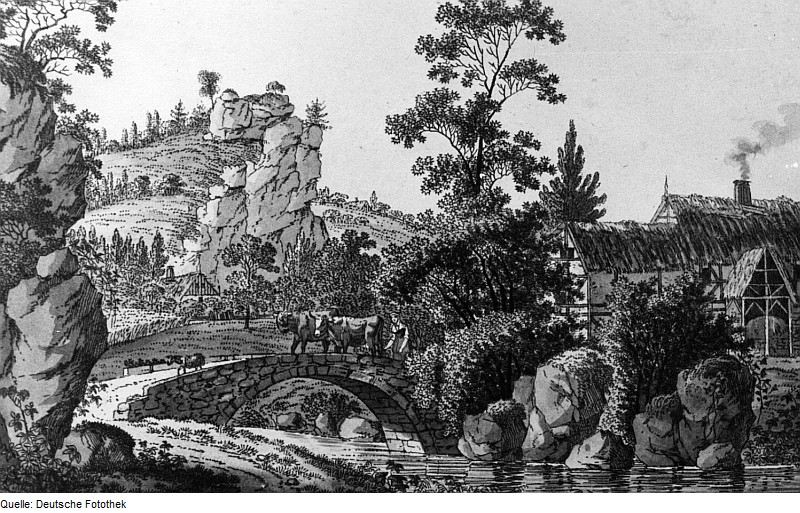
Neidmühle bei Roitzschen auf einer Zeichnung aus dem späten 18. Jahrhundert

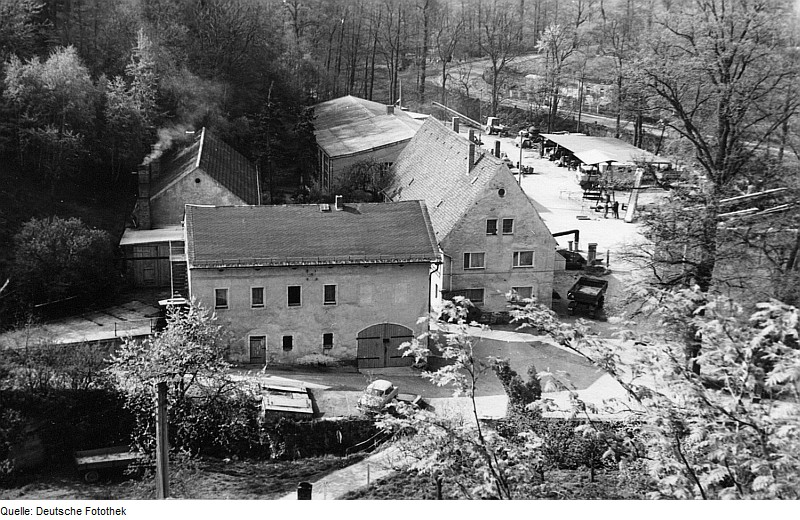
Blick auf die Neidmühle, 1981

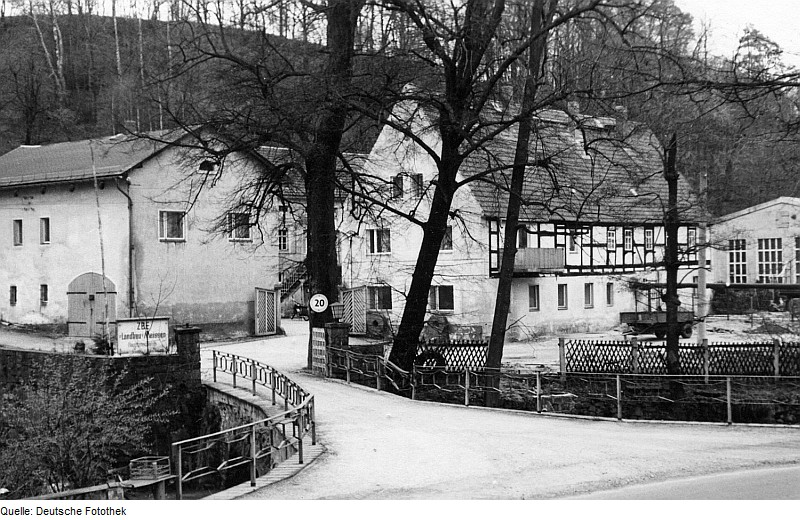
Außenansicht der Neidmühle, 1980

Die Neidmühle befindet sich im Norden der Flur, nahe der Mündung des Gallenbachs in die Triebisch. Sie besteht seit 1516 und war bis 1965 als wasserbetriebene Getreidemühle in Dienst. Etwa zwei Jahre später zog die ZBO Aufbau Miltitz in das Gelände, baute sich Teile der Gebäude für Wohn- und Verwaltungszwecke um und errichtete Werkstätten. Der Mühlenhof blieb bis in die Gegenwart erhalten, im Keller sind noch Antriebswellen der beiden oberschlächtigen Wasserräder zu sehen. Eine kleine Ausstellung zeigt Gebrauchsgegenstände und veranschaulicht die Geschichte der Mühle, die heute im Besitz eines Steinmetz- und Denkmalpflegebetriebs ist.
Neben der Neidmühle sind noch mehrere weitere Gebäude im Ort als Kulturdenkmal geschützt (siehe Liste der Kulturdenkmale in Roitzschen).

### Einwohnerentwicklung
| Jahr | Einwohner                     |
| ---- | ----------------------------- |
| 1551 | 6 besessene Mann, 29 Inwohner |
| 1764 | 5 besessene Mann, 4 Häusler   |
| 1834 | 91                            |
| 1871 | 112                           |
| 1890 | 187                           |
| 1910 | 257                           |
| 1925 | 337                           |
| 1939 | siehe Miltitz                 |